# یو هائو
یو هائو  (چینی: 尤浩؛ زادهٔ ۲۶ آوریل ۱۹۹۲) یک ژیمناست هنری اهل چین است.
از افتخارات وی میتوان به کسب مدال طلا تیمی در مسابقات جهانی ژیمناستیک هنری ۲۰۱۴ و مدال طلا پارالل در مسابقات جهانی ژیمناستیک هنری ۲۰۱۵ اشاره کرد.